# Sublegatus
Sublegatus (Vliegenpikkers) is een geslacht van zangvogels uit de familie tirannen (Tyrannidae).

## Soorten
Het geslacht kent de volgende soorten:
- Sublegatus arenarum – Salvins vliegenpikker
- Sublegatus modestus – Struikvliegenpikker
- Sublegatus obscurior – Donkere vliegenpikker